# 潘頤龍
潘頤龍（1535年—1582年），字躍卿，又字雲從，號雨田，浙江杭州府錢塘縣人，明朝政治人物。

## 生平
嘉靖四十年（1561年）辛酉科浙江鄉試第五十二名舉人。嘉靖四十四年（1565年）中式乙丑科會試第二百四名，二甲第十八名進士。吏部观政，柄國者欲招致幕下，授庶常，颐龙不屈从，本年六月選知泰州，有異政。隆慶二年（1568年）擢刑部员外郎，五年八月升郎中，恤刑湖廣，多所平反。
万历二年（1574年）六月升直隸揚州府知府，丁内艱歸。六年三月起复補知福建福州府，當時被目譽為清官第一。万历十年（1582年）五月升河南颍州兵备副使，備兵颍上，以永寧有塗山县知縣诬陷庠生某為盗，置其死罪。颐龍勘查得實，廢黜縣令，雪生冤。鳳陽節推馬某逢迎直指御史之意，羅織良善，颐龍大怒，召節推切責之，氣盛痰壅，卒于公座。士民悲號罷市，争獻金斂之，塑像以祀。

## 家族
曾祖潘泰；祖父潘玒；父潘易，母喬氏，封太宜人。
子潘懋功，萬曆丙午舉人，官澧州知州、南雄府同知。次子潘懋學，萬曆壬子副榜。